# 圣雷米 (科雷兹省)
圣雷米（法語：Saint-Rémy，法語發音：[sɛ̃ ʁemi] ⓘ）是法国科雷兹省的一个市镇，位于该省东北部，属于于塞勒区。

## 地理
圣雷米（45°39'21"N, 2°16'18"E）面积30.96 平方千米，位于法国新阿基坦大区科雷兹省，该省份为法国中南部省份，北起上维埃纳省和克勒兹省，西接多爾多涅省，南至洛特省，东临多姆山省和康塔爾省。
与圣雷米接壤的市镇（或旧市镇、城区）包括：贝勒沙萨涅、拉库尔蒂讷、萨尔索讷河畔库菲、库尔泰、利尼亚雷、圣日耳曼拉沃、新圣帕尔杜、旧圣帕尔杜、索尔纳克、旧圣马夏尔。

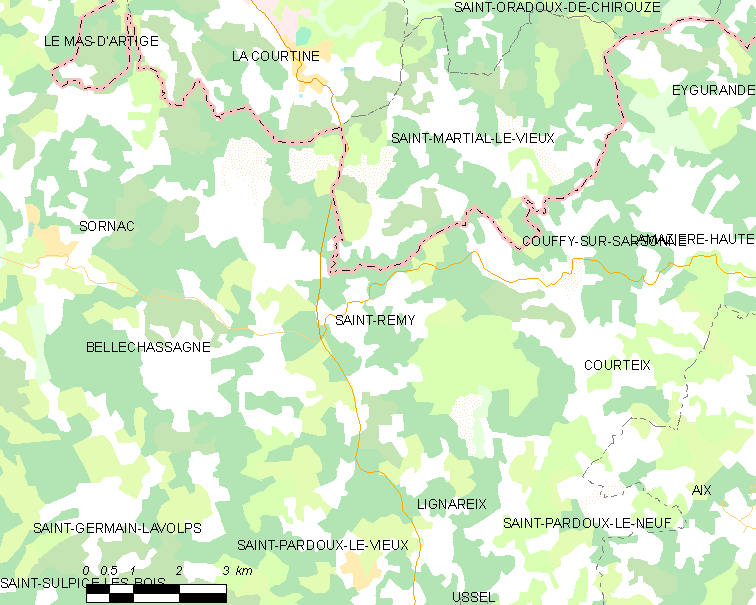
的OSM定位图

圣雷米的时区为UTC+01:00、UTC+02:00（夏令时）。

## 行政
圣雷米的邮政编码为19290，INSEE市镇编码为19238。

## 政治
圣雷米所属的省级选区为米勒瓦什高原县。

## 人口

1962-2008年间人口变化图示

圣雷米于2022年1月1日时的人口数量为236人。